# Aberfeldy (Perth and Kinross)
Aberfeldy ist ein Ort mit 1990 Einwohnern im Tal des Flusses Tay in der schottischen Council Area Perth and Kinross. Auf Gälisch heißt er Obar Pheallaidh (Peallaidh war eine Art Wasserkobold, der Namensteil Obar bedeutet Mündung oder Zusammenfluss).
Der Ort ist im englischsprachigen Raum vor allem bekannt durch das Volkslied The Birks of Aberfeldy (Die Birken von Aberfeldy) des schottischen Dichters Robert Burns.

## Lage
Aberfeldy liegt in einer landschaftlich reizvollen Gegend des Schottischen Hochlands. Im Ort findet der Besucher eine Wassermühle, die bis 2003 noch für das Mahlen von Hafer betrieben wurde. Haferflocken werden in Schottland unter anderem zur Zubereitung des traditionellen Porridge verwendet, einem Brei aus Haferflocken, Wasser und Salz oder Zucker. Heute befindet sich in dem Mühlengebäude ein Buchladen.
Aberfeldy ist die Produktionsstätte des Dewar-Whiskys. Die Brennerei kann besichtigt werden.
Zu den Sehenswürdigkeiten in der Umgebung gehören Castle Menzies und General Wade’s Bridge.

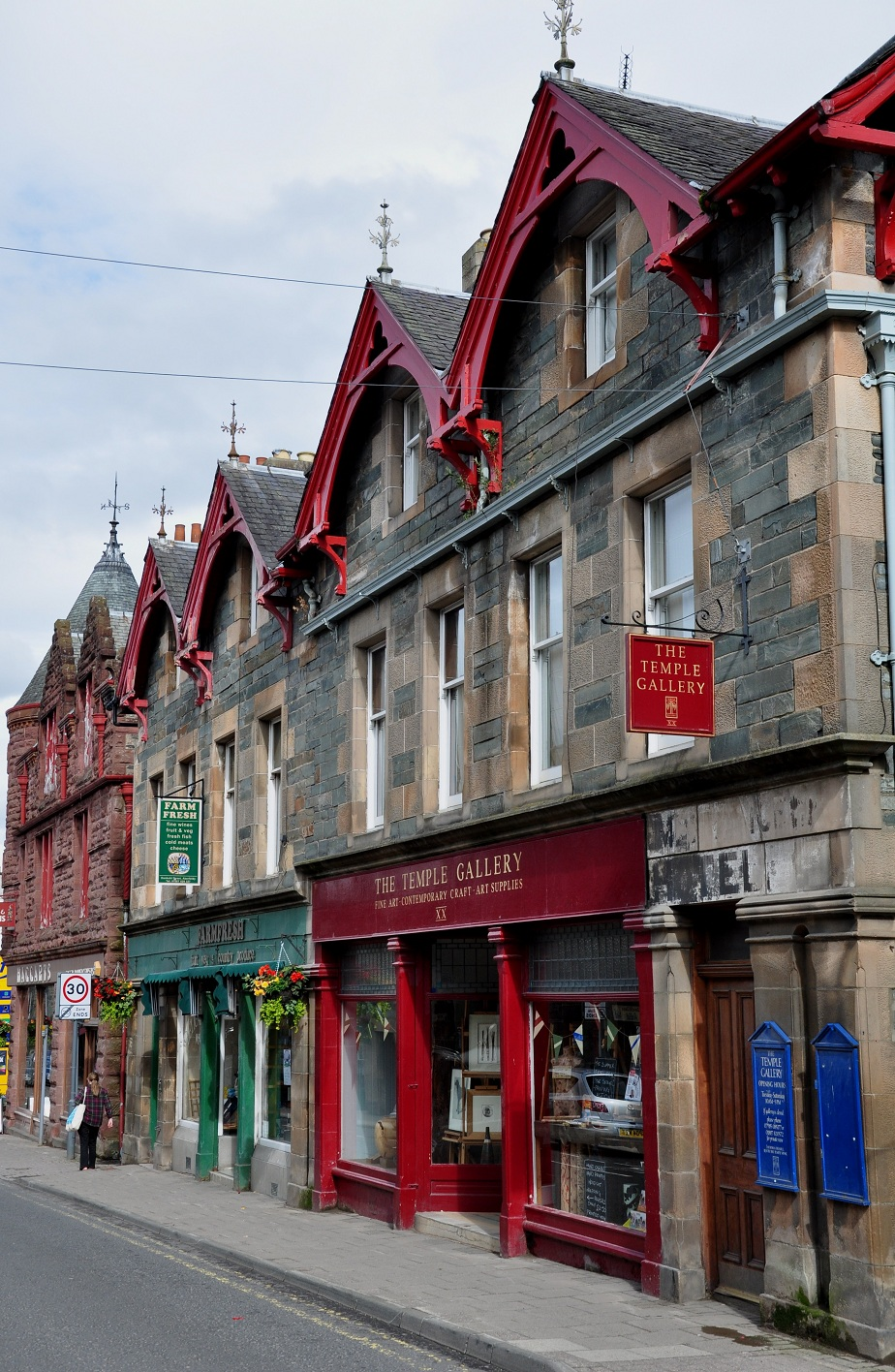
Dunkeld Street
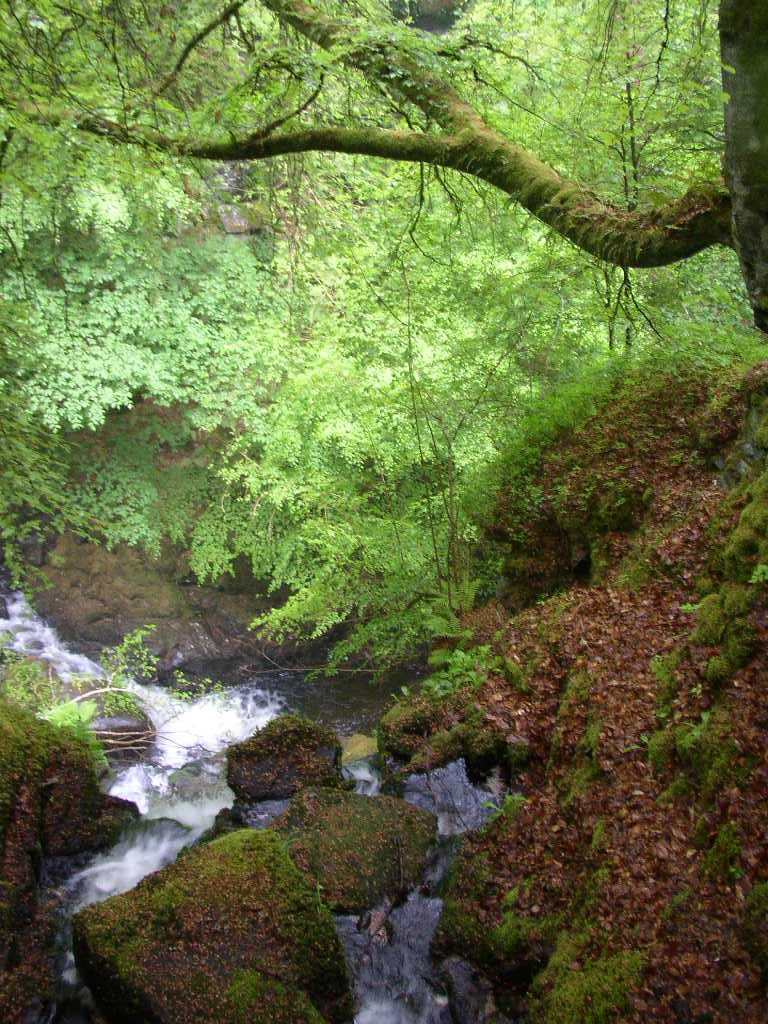
Die Birken von Aberfeldy
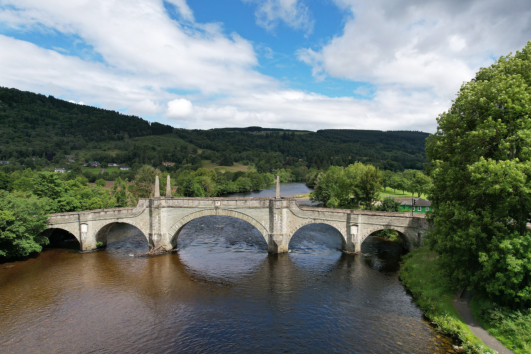
Wade’s Bridge über den Tay, erbaut 1733

## Söhne und Töchter der Stadt
- Alan Cumming (* 1965), Schauspieler